# Thomas Keller (Koch)

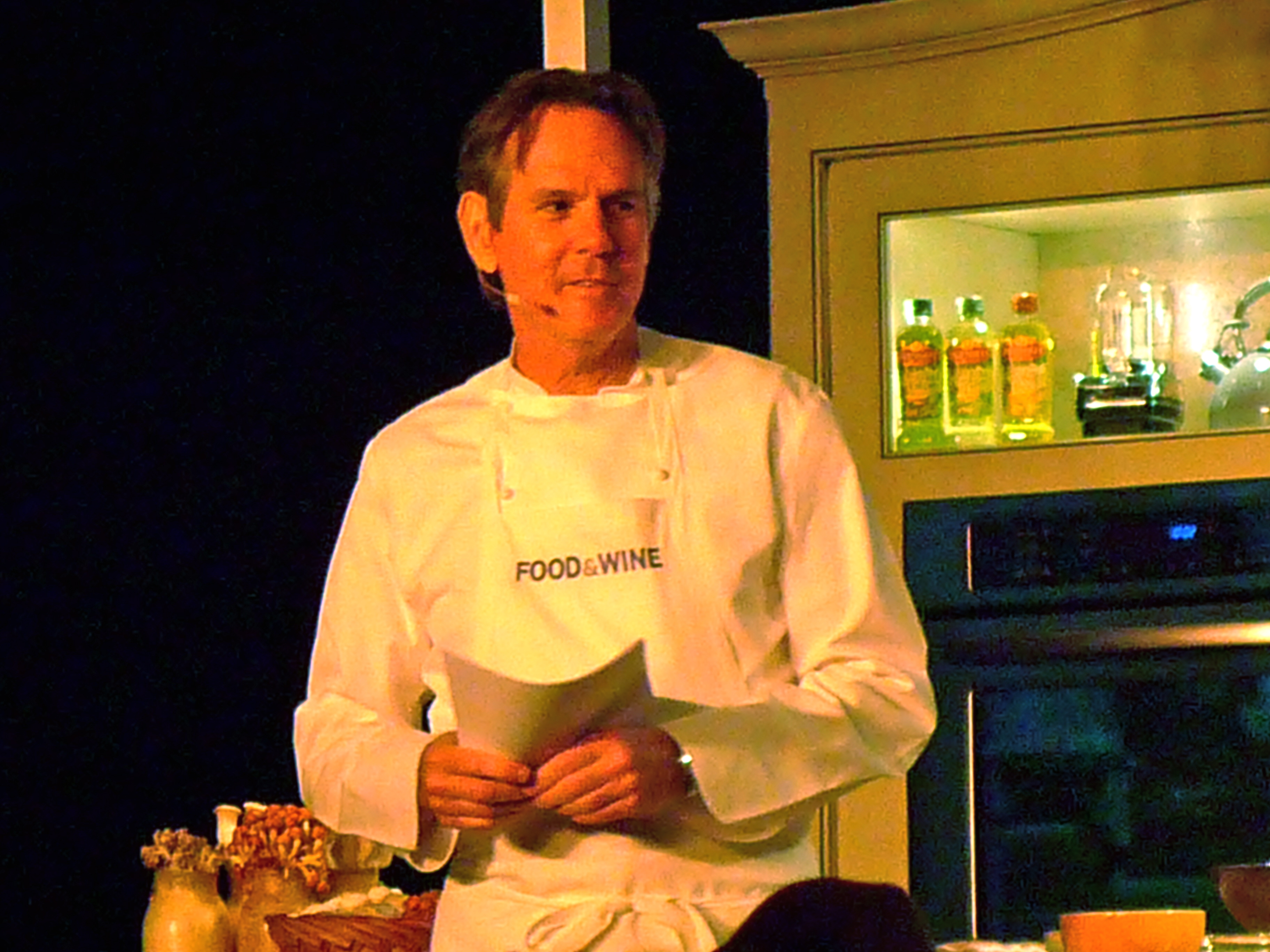
Thomas Keller, 2010

Thomas Keller (* 14. Oktober 1955 in Camp Pendleton) ist ein amerikanischer Koch, Gastronom und Kochbuchautor.

## Werdegang
Er lernte das Kochen in einem Restaurant in Palm Beach, das von seiner Mutter geleitet wurde. 1983 zog er nach Frankreich und arbeitete dort in verschiedenen Sterne-Restaurants wie Guy Savoy und Taillevent. Drei Jahre später eröffnete er sein erstes Restaurant, das Rakel in New York City und arbeitete dann als Hotelmanager in Los Angeles.
1994 eröffnete er das Restaurant The French Laundry in Yountville im Napa Valley. Er hat hier mehrere Auszeichnungen von der James Beard Foundation wie „Best California Chef“ (1996) und „Best Chef in America“ (1997) erhalten. 2005 erhielt sein Restaurant per se eine Drei-Sterne-Auszeichnung im ersten Guide Michelin für New York City; 2006 folgten ebenfalls drei Sterne für das French Laundry sowie ein Stern für Bouchon in der Erstauflage des Guide Michelin für die Bay Area. 2006 erhielt Thomas Keller außerdem den „Eckart-Witzigmann-Preis für große Kochkunst“.
Thomas Keller gibt mehrere Videokochkurse auf MasterClass.com.